# Kim Yoo-bin
Kim Yoo-bin (김유빈?, Gim YubinLR, Kim YubinMR; 14 gennaio 2005) è un'attrice sudcoreana.

## Filmografia

### Cinema
- Hae-undae (해운대?), regia di Yoon Je-kyoon (2009)
- Psychometry (사이코메트리?, Sa-ikometeuriLR), regia di Kwon Ho-young (2013)

### Televisione
- Oh! My Lady (오! 마이 레이디?, O! Ma-i re-idiLR) – serial TV (2010)
- Juhonggeulssi (주홍글씨?) – serial TV (2010)
- Na-ya, halmeoni (나야, 할머니?) – film TV (2010)
- Gangnyeokban (강력반?) – serial TV (2011)
- 49il (49일?) – serial TV (2011)
- Aejeongmanmanse (애정만만세?) – serial TV (2011)
- Gongju-ui namja (공주의 남자?) – serial TV (2011)
- Areumda-un geudae-ege (아름다운 그대에게?) – serial TV (2012)
- Cheonmyeong - Joseonpan domangja i-yagi (천명: 조선판 도망자 이야기?) – serial TV (2013)
- Sin-ui seonmul - 14il (신의 선물 - 14일?) – serial TV (2014)
- Byeor-i doe-eo binnari (별이 되어 빛나리?) – serial TV, 20 episodi (2015)

## Riconoscimenti
| Anno | Premio             | Categoria               | Opera nominata                          | Risultato       |
| ---- | ------------------ | ----------------------- | --------------------------------------- | --------------- |
| 2011 | MBC Drama Awards   | Miglior giovane attrice | Aejeongmanmanse                         | Vincitore/trice |
| 2011 | KBS Drama Awards   | Miglior giovane attrice | Gongju-ui namja                         | Candidato/a     |
| 2012 | Korea Drama Awards | Miglior giovane attrice | Aejeongmanmanse                         | Candidato/a     |
| 2013 | KBS Drama Awards   | Miglior giovane attrice | Cheonmyeong - Joseonpan domangja i-yagi | Vincitore/trice |
| 2014 | Korea Drama Awards | Miglior giovane attrice | Sin-ui seonmul - 14il                   | Candidato/a     |